# Wolfgang Sucrow

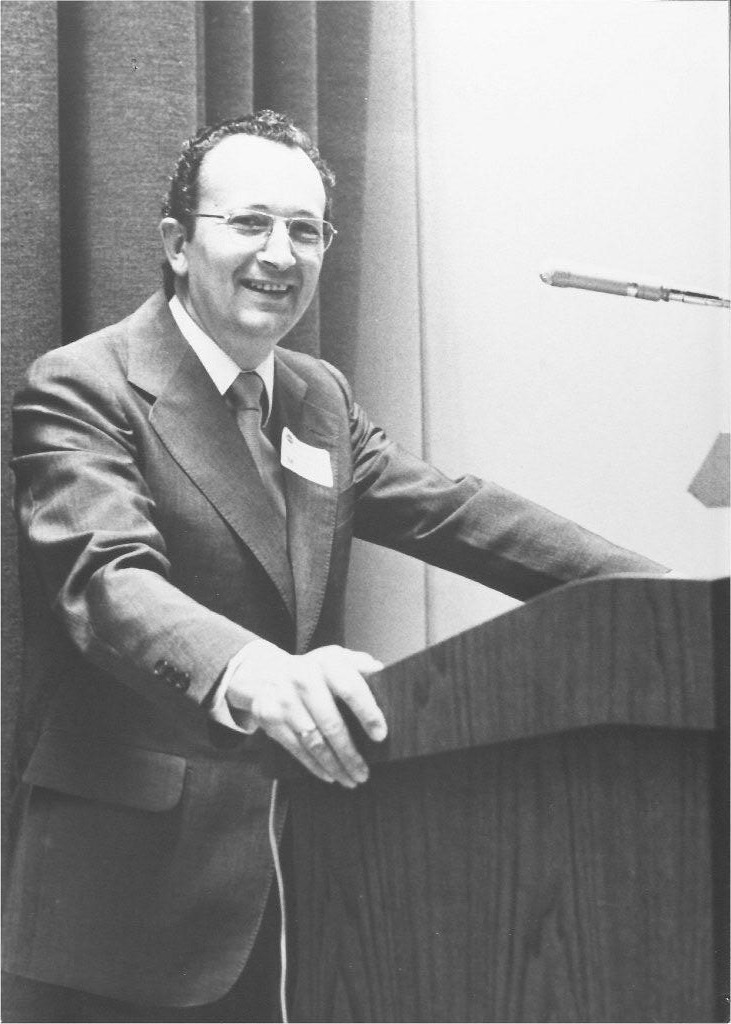
Wolfgang Sucrow (1980)

Wolfgang Sucrow (* 27. Januar 1931 in Berlin; † 5. Januar 1989 in Paderborn) war ein deutscher Chemiker und Professor. Sein Fachgebiet war die Organische Chemie.

## Leben
Wolfgang Sucrow wuchs als Sohn von Walter Sucrow und von Elisabeth Sucrow in Berlin auf und besuchte dort auch Grundschule und  Gymnasium. Trotz mehrerer kriegsbedingter Unterbrechungen der Schulzeit legte er im Alter von 18 Jahren das Abitur ab und begann mit dem Studium der Chemie an der Technischen Hochschule Charlottenburg. Die Professoren Friedrich Weygand, Jean D’Ans, Gerhard Jander und Iwan N. Stranski waren für ihn dort die wichtigsten akademischen Lehrer. Seine Diplomarbeit und Doktorarbeit fertigte er in der Organische Chemie im Arbeitskreis des gerade bei Friedrich Weygand habilitierten Hans-Werner Wanzlick an, mit dem er lebenslang befreundet blieb. 1958 wurde Sucrow mit einer Dissertation über Bildung und Struktur der Dichlorcyclopentan-1,2-dione an der Technischen Universität Berlin (TU Berlin) promoviert.
Als Postdoktorand arbeitete er danach bis 1960 bei Leonidas Zervas (Nationale und Kapodistrias-Universität Athen, Griechenland) auf dem Gebiet der Zuckerchemie. In Athen heiratete Sucrow Lea-Smaragda Mylonakou, die Tochter eines hohen Offiziers aus Griechenland und dessen deutschstämmiger Frau, einer Künstlerin. Die Eheleute  Lea-Smaragda und Wolfgang Sucrow zogen zwei Töchter (Bettina und Alexandra) und einen Sohn (Walter) auf.
Sucrow kehrte 1960 an die TU Berlin zurück und wurde Assistent von Ferdinand Bohlmann, dem Nachfolger von Friedrich Weygand auf dem Lehrstuhl für Organische Chemie. In seinen Forschungsarbeiten widmete Sucrow sich der Synthese eines empfindlichen trans,trans-Mycomycins, einem Naturstoff mit zwei Kohlenstoff-Kohlenstoff-Dreifachbindungen, zwei Kohlenstoff-Kohlenstoff-Zweifachbindungen und einer Allen-Funktionalität. In seiner Habilitationsschrift mit dem Titel Sterole aus Momordica charantia L. beschäftigte sich Sucrow mit der Chemie von Steroidglykosiden. Nach der Habilitation (1966) blieb Sucrow der TU Berlin treu und wirkte als Diätendozent, ab 1969 als Wissenschaftlicher Rat und Professor  und ab 1971 als Professor (AH5). 1975 folgte er einem Ruf auf den Lehrstuhl für Organische Chemie an der Universität Paderborn. Dort arbeitete er bis zu seinem Lebensende.
Sucrow war jahrzehntelang befreundet mit dem Chemiker und Professor Eckehard Dehmlow, der über ihn auch einen Nachruf verfasst hat.

## Wirken
Seine wissenschaftlichen Arbeiten sind vorwiegend der organisch-chemischen Synthese zuzurechnen. An der Universität Paderborn widmete er sich zuerst der Heterocyclen-Synthese, dann der Synthese von Flüssigkristallen. Sein wissenschaftliches Werk umfasst etwa 110 Publikationen. Daneben war Sucrow Mitautor der 43. Auflage des Lehrbuchklassikers Gattermann-Wieland Die Praxis des organischen Chemikers, erschienen 1982 bei Walter de Gruyter, Berlin und New York, ISBN 3-11-006654-8.
Wolfgang Sucrow ist Doktorvater von 31 Chemikerinnen und Chemikern.